# Der Liederquell
Der Liederquell (Schreibweise auch: Der LiederQuell) ist eine Sammlung mit mehr als 750 Volksliedern aus Vergangenheit und Gegenwart. Erschienen ist das umfassende Werk erstmals im Jahr 2007 im Dörfler Verlag (Eggolsheim). Bearbeitet haben es Theo Mang und Sunhilt Mang, wobei Theo Mang für die Einführung (S. 7–72) verantwortlich zeichnet.
Enthalten sind die bekanntesten Kinder-, Weihnachts- und geistlichen Lieder aus 1.000 Jahren deutscher Liedkultur. Alle Lieder werden in Text und Melodie (mit Akkordangaben) und einem ausführlichen Kommentar zu Herkunft und Überlieferung vorgestellt. Das Lieder- und Lesebuch enthält auch eine repräsentative Auswahl der bekanntesten und schönsten französischen und englischen Volkslieder.